# Martijn Budding
Martijn Budding (Veenendaal, 31 de agosto de 1995) es un ciclista profesional neerlandés que corre para el equipo Unibet Tietema Rockets.

## Palmarés
2016
- 1 etapa de la Ronde de l'Oise
- 1 etapa del Tour de Olympia
- Tour de Limburgo

2019
- Vuelta a Rodas, más 1 etapa
- 1 etapa del Tour de la Mirabelle
- 1 etapa de la Kreiz Breizh Elites

## Equipos
- Rabobank Development Team (2014-2016)
- Roompot-Nederlandse Loterij (2017-2018)
- BEAT Cycling Club[1] (2019)
- Riwal[2] (2020)
  - Riwal Readynez Cycling Team (2020)[3]
  - Riwal Securitas Cycling Team (2020)
- BEAT Cycling (2021)
- Riwal Cycling Team (2022)
- Unibet (2023-)
  - TDT-Unibet Cycling Team (2023-2024)
  - Unibet Tietema Rockets (2025-)